# Mesolia incertella
Mesolia incertella là một loài bướm đêm trong họ Crambidae.